# 黒の試走車
『黒の試走車』（くろのテストカー）は、1962年に発表された梶山季之の経済小説。乗用車メーカーを舞台に、ライバル会社間で新製品情報を抜き合ったりネガティブ・キャンペーンを仕掛ける産業スパイの姿を描いている。

## あらすじ
1960年秋、タイガー自動車大阪支社の課長をしていた朝比奈豊は、同期の親友で本社企画一課長だった柴山が事故死したことで、急遽後任となるとともに、新部署「企画PR課」の課長を極秘に兼務する。企画PR課は産業スパイを実行する部隊だった。その少し前、発売されたばかりのタイガーの高級車「パイオニア・デラックス」が、静岡県掛川市の踏切で停止して特急「さくら」と衝突する事故が起き、無事故歴7年という運転者は欠陥車という告発を記者クラブに持ち込んでいた。「パイオニア・デラックス」のデザインが他社に流れたこともあり、柴山はこの事故が何者かの工作ではないかと疑って調べていた矢先に不慮の死を遂げたのだった。後を受けた朝比奈と課員の調査で、売った車と事故車のエンジン番号が異なることが判明する。すると今度は事故車の車体を積んだトラックが、タイガーを告発する横断幕を付けて銀座を走った。マスコミ沙汰にはならずにすんだが、その背後関係を探るとライバルの不二自動車の影が浮かんだ。柴山に最後に会ったという販売会社の女社長が不二のスパイという情報も入り、その関係を洗うも決定的な証拠はつかめなかった。事故車の本来の買い主である銀座のバーのマダムが、柴山と関係があったという話も流れてきた。朝比奈は、上京した大阪時代の愛人・昌子をこのバーに勤めさせる。その一方で、朝比奈は企画一課長として「パイオニア・デラックス」の下回りを活かしたスポーツカーを提案、トップシークレットとして進めることが幹部によって決定し、ライバル社がスポーツカーの開発生産に乗り出すかどうかの調査を極秘に命じられる。
翌年2月、タイガーが新たに売り出した「スタンダード」の販売価格が同日発売の不二の「エンペラー」よりも高いことが判明する。価格情報の漏洩を調べた朝比奈は、最終決定をした病院（社長が入院中）で会話が盗聴されていたことを暴き、容疑者と見られた専務秘書は大阪に異動となる。ライバル社の調査と牽制のため、朝比奈は地方拠点や労組の専従者から情報を吸い上げたり、「大衆車を作る」という偽の社内報告書を作ったり、最大手のナゴヤの技術者を名乗る情報売り込みの手紙が来たことをヒントに偽の情報売り込みをナゴヤに仕掛けたりする。だが、ナゴヤの企画室長・馬渡はしたたかで、偽情報売り込みは成果が出なかった。ナゴヤはスポーツカーの開発に乗り出していた。朝比奈はナゴヤの情報を売り込もうとした相手と接触し、ナゴヤのスポーツカーの設計図入手を図る。さらに、馬渡が昌子の勤めるバーの常連と知って、馬渡と寝ることも昌子に認めて会議情報を盗ませた。ナゴヤの会議を向かいのビルから覗き見して、スポーツカーを出すことは確実とわかり、朝比奈たちは価格情報の入手に全力を注ぐ。今度は会議を向かいのビルから8ミリで撮影し、読唇術のできる聾学校の教員に見せて価格を探り出した。10月、ナゴヤを下回る価格を付けたタイガーのスポーツカーは自動車ショーで注目の的となる。社内にいたスパイも突き止め、朝比奈は昌子と結婚の約束を果たそうとしたが、馬渡からスポーツカーを贈られたという昌子は自らの正体を明かしたと話してそれを断った。昌子が去った後、朝比奈はみじめな思いにとらわれていた。

## 登場人物

### タイガー自動車の人物
朝比奈豊
主人公。1950年入社で物語開始時点で35歳。仕事の虫で出世より会社の利益を優先する性格。そのために家庭を顧みず、4年前に離婚。作品の途中から企画PR課長専任となる。
柴山美雄
企画一課長だったが、箱根の山道でスリップ事故を起こし死亡。朝比奈とは大学時代からの親交があり、同期入社。小野田曰く「努力型」。
小野田透
常務兼企画部長で、朝比奈や柴山、平木の上役。アメリカの大学を卒業し、「パイオニア・デラックス」に5年を費やした。
平木公男
企画二課長で、柴山より一期上。秀才タイプで総務畑出身。企画一課長を狙っていたが柴山に取られ、専務への工作で企画二課長となる（小野田は朝比奈を入れるつもりだったが大阪に出された）。朝比奈が企画PR課長専任となると後任の企画一課長に。
望月邦彦
社長。大学教授から海軍省の要請で、タイガーの前身となるN飛行機技術部長に招かれた。エンジン工学の権威。「よいものを作れば売れる」という考えの持ち主。胃潰瘍の手術で信濃町の病院に一時期入院する。
小栗喜八
専務。銀行出身で営業の責任者。「営業が望む車を作るべき」という考えで社長と対立している。
嶋元辰郎
小栗専務の甥で秘書。社長の入院している病室の会話を看護師に盗聴させていた疑いで大阪支社のサービス課長に転出。
児玉麒一郎
会長。タイガーの親会社「リング・チャイルド・タイヤ」の社長で、小栗を招いた人物。
川江敏
企画PR課員で29歳。エンジニア出身。
関嘉一郎
企画PR課員で27歳。営業出身。
中山恭一
デザイン課員。ナゴヤへの偽情報売り込みの囮を務める。のち企画PR課に移る。
石上晴子
小野田の秘書から企画PR課員となる。父はY新聞論説委員からテレビ局編成局長になった人物で、タイガーはその人脈をマスコミ対策に利用する。

### ライバル会社の人物
津野浩三
不二の取締役兼調査部長。東北大学出身で新聞記者から迎えられて宣伝課長を経て現職。
馬渡久
ナゴヤの企画室長で陸軍大学校出身の元参謀。57歳。息子はナゴヤでエンジニアを務める。
森一男
ナゴヤのエンジニア。社内のライバルへの恨みから、新型車の情報をタイガーに売る匿名の手紙を出す。

### その他
宇佐美昌子
北新地のバー「桂」のホステスで物語の開始時点で25歳。 タイガー自動車の大阪支店がよく利用していた。朝比奈の恋人で、後に朝比奈を追って東京に移ってくる。関西弁で話す。
芳野貫一
清水市に住む男性。「パイオニア・デラックス」の新車を購入し、踏切内でエンストしたとしてタイガーを告発する。
的場捨松
業界紙「自動車ニュース」の社長。タイガーのシンパで業界に顔が広く、各社のマル秘情報を入手することから、朝比奈たちが情報源としていた。作品のラストで意外な姿が明らかになる。肥満体で九州弁（肥筑方言）の混じった話し方をする。
秋元加津子
表向きの肩書は、主にタクシー向けの自動車販売会社の社長。しかし裏で、色仕掛けで自動車会社各社の秘密情報を入手するスパイ活動をおこなっている。
阿久津ふみ
銀座のバー「パンドラ」のマダム。「パイオニア・デラックス」の1号車を購入したが、芳野寛一の購入車とすり替えられた。馬渡久とは懇意。

## 登場する自動車会社
タイガー自動車
本作の舞台。戦時中航空機のエンジンを生産したN飛行機が前身で、技術を惜しんだリング・チャイルド・タイヤの出資により1949年創立。ナゴヤ・不二と並ぶ乗用車三大メーカーに数えられる。本社は丸の内の「新Mビル」にあり、工場は三鷹にある。生産はエンジン・ボディーなどの心臓部と組み立てのみを内製し、あとは外注に依存する。
ナゴヤ自動車
乗用車業界最大手で戦前からある企業。本社は名古屋市千種区にあるが、事務部門は東京大手町のビルに所在。原材料から部品組み立てまでを自社一貫生産する方式。
不二自動車
ナゴヤに次ぐ戦前からの乗用車メーカー。部品会社を系列とする方針を取っている。
中菱重工業
1959年に「中菱360」を自動車ショーに出展、30万円台の乗用車として国民車ブームを呼ぶ。戦前は軍艦や大砲のメーカーだった。戦後は土木機械メーカー。
高木自動車
浜松市の二輪・三輪メーカー。四輪に参入を図る。
アジア工業
広島県のメーカー。三輪・二輪から四輪に参入。西ドイツのメーカーから回転ピストン式の「ウンケル・エンジン」のパテントを購入したと紹介される。
日本重工
二輪・三輪から四輪に参入し「モナミ」をリリース。
ちよだ
乗用車大手5社の一つ
与野
乗用車大手5社の一つ

## 発表
1962年に書き下ろしでに発表された。単行本は光文社・松籟社、文庫は角川書店・光文社・岩波書店から出版。梶山の経済小説としては最初期のものである。

## 内容について
作中には、当時の世相や物価が詳細に言及されており、梶山は意図的に「リアリティー」を盛り込むことで、当時人気の源氏鶏太による「サラリーマン小説」との差別化を狙ったという。編集者を務めた種村季弘によると、中薗英助の政治スパイ小説に続けて経済スパイ小説を出すことを考え、後藤明生の紹介で梶山に執筆を依頼したという。題材とする業界については薬品、電化製品、カメラと案が出ては没になり、最後は梶山の提案で自動車になったと種村は記している。
タイガー自動車のモデルはプリンス自動車工業、作中で主な題材となる新開発のスポーツカーはスカイライン（初代）に設定された「スカイライン・スポーツ」がモデルとされる。
事実上の続編として、同じくタイガー自動車のラリーチームを主な舞台とした『傷だらけの競走車』（1967年、光文社）がある。

## 書誌情報
- 『黒の試走車（テストカー）』光文社、1962年[注釈 3]
- 『黒の試走車』角川書店〈角川文庫〉、1973年
- 『黒の試走車』光文社〈光文社文庫〉、1990年
- 『黒の試走車』松籟社<松籟社小説コレクション>、2005年
- 『黒の試走車』岩波書店〈岩波現代文庫〉、2007年

## 映画
大映により映画化され、1962年7月1日に公開された。黒シリーズの第1作。上映時間94分、モノクロ。同時上映は『斬る』。
設定やストーリーは原作から大きく改変が加えられている。小野田の役職は「企画第一課長」で取締役ではなくなり、朝比奈は管理職ではない。ライバル社は（原作にはない）「ヤマト」1社のみで、馬渡はこの会社の人物となっている。また、映画版のタイガー自動車は事務部門も含めてすべて郊外の工場の中にある設定である。宇佐美昌子に関西出身という設定はない。
ストーリーは原作の複数車種の話を「パイオニア」一つの内容に置き換え、公道でテスト中の「パイオニア」の事故が業界紙に流れるという、原作にないエピソードから始まる。ライバル社の設計図を入手する経緯は、ライバル社技術者が複写機業者から不正にリベートを取っていたことをネタにゆする形になっている。ライバル社の会議を撮影して読唇術のできる人間に解読させるエピソードは同じだが、価格競争でタイガーが勝つ原作に対して、映画版ではそこでタイガーの価格情報が漏れてより安い価格で売ることが分かり、朝比奈たちが驚愕する（そしてさらなる工作を仕掛ける）正反対の内容である。原作では冒頭に置かれる踏切事故のエピソードは、映画では後半となる「パイオニア」発売後に起こる。結末も、スパイ行為に疑問を感じた朝比奈がタイガーを辞め、昌子と結ばれる逆の形で終わっている。

### スタッフ
- 監督：増村保造
- 脚本：舟橋和郎、石松愛弘
- 原作：梶山季之
- 企画：中島源太郎
- 撮影：中川芳久
- 美術：山口煕
- 音楽：池野成
- 録音：渡辺利一
- 照明：泉正蔵
- スチル：大葉博一

### キャスト
- 朝比奈豊：田宮二郎
- 宇佐美昌子：叶順子
- 平木公男：船越英二
- 平木愛子：白井玲子
- 小野田透：高松英郎
- 小野田久子：目黒幸子
- 馬渡久：菅井一郎
- 秋元加津子：長谷川季子
- 的場捨松：上田吉二郎
- 川江敏：仲村隆
- 関喜一郎：竹村洋介
- 内田正：森矢雄二
- 白井次郎：山中雄司
- 小栗喜八：見明凡太朗
- 嶋元辰郎：谷謙一
- 田所：花布辰男
- 望月邦彦：大山健二
- 黒川：高村栄一
- 大山：伊東光一
- 山中とし子：響令子
- 芳野貫一：小山内淳
- 森一男：酒井三郎
- 森一男の妻：松村若代
- 岡村：中条静夫
- 工場主：南方伸夫
- 女教師：町田博子
- 組合専従者：夏木章
- 企画第三課長：早川雄三
- 企画第四課長：守田学
- 企画第五課長：竹内哲郎
- ライダー：網中一郎
- 警察係官：原田玄